# روي براون (فنان)
روي براون (بالإنجليزية: Roy Brown )‏ (و. 1925 – 1981 م) هو مغني، وملحن أمريكي، ولد في نيو أورلينز، بدأ مشواره المهني سنة 1945، توفي في سان فيرناندو، لوس أنجليس، كاليفورنيا، عن عمر يناهز 56 عاماً، بسبب نوبة قلبية.

## وصلات خارجية
- روي براون على موقع IMDb (الإنجليزية)
- روي براون على موقع ميوزك برينز (الإنجليزية)
- روي براون على موقع أول ميوزيك (الإنجليزية)
- روي براون على موقع ديسكوغز (الإنجليزية)

- روي براون في قاعدة بيانات الأفلام على الإنترنت